# Чэнь Тан
Чэнь Тан (кит. 陳湯) — китайский чиновник и полководец I века до н. э., жизнеописание которого приводится в «Ханьшу».

## Ранняя биография
Согласно «Ханьшу», Чэнь Тан, носивший также второе имя Цзы-гун, происходил из бедной семьи, однако любил книги, обладал глубокими знаниями и «хорошо писал сочинения». В столице ему удалось получить должность помощника начальника слуг, подающих кушанья к императорскому столу. Через несколько лет он подружился с чиновником Чжан Бо, высоко ценившим его способности. Когда в 47 году до н. э. император Юань-ди приказал ле-хоу «выдвинуть на государственную службу людей, имеющих дарования», Чжан Бо рекомендовал Чэнь Тана. Ожидая перевода на другую должность, Чэнь Тан не поехал на похороны умершего отца, хотя по конфуцианской этике сыновняя почтительность является одной из базовых добродетелей. За это Чжан Бо был наказан как выдвинувший недостойного кандидата, а Чэнь Тан попал в тюрьму. Однако через некоторое время он снова получил по рекомендации назначение на должность (телохранителя) и несколько раз просил отправить его послом в «чужеземные владения». Спустя «много времени» его перевели на должность помощника командира отряда в Западном крае, куда он выехал вместе с назначенным наместником Гань Янь-шоу.
К этому времени в граничащей с Китаем кочевой державе Хунну уже несколько десятилетий шла гражданская война. Шаньюй Хуханье признал вассальную зависимость от императора. Однако его младший брат и соперник Чжичжи также объявил себя шаньюем, отступил с войском далеко на запад и стал действовать как независимый правитель. Ранее обе стороны направили к императорскому двору своих сыновей в качестве заложников; оба были китайцами приняты. В 45 году до н. э. Чжичжи, направив в Китай посла с подношениями, потребовал вернуть сына, на словах обещая подчиниться императору. Однако когда сопровождавшая сына китайская делегация во главе с Гу Цзи прибыла в ставку Чжичжи, он, «охваченный злобой», приказал её перебить. Китайцы отправили трёх послов с требованием выдать тело Гу Цзи и остальных, но «Чжичжи оскорбил послов и не согласился исполнить императорский указ». Он заключил союз с правителем Кангюя и, используя его войска как союзников, нападал на одни из окрестных племён и облагал данью другие. Впрочем, вскоре Чжичжи поссорился и с частью кангюйцев. Тем не менее, построив за два года в Таласской долине крепость, защищённую рвом, земляным валом и двойным частоколом, он чувствовал себя уверенно.

## Поход против Чжичжи
Когда он стал управлять чужеземными владениями, то, советуясь с Янь-шоу, сказал: «…Быстрый и отважный человек, склонный к военным походам, Чжичжи несколько раз одерживал победы, и, если долго не обращать на него внимания, он, несомненно, станет источником бедствий для Западного края. Хотя шаньюй Чжичжи находится очень далеко, но у варваров нет прочных городских стен и тугих самострелов для обороны. Если собрать командиров и воинов, находящихся в пахотных поселениях, принудить последовать за ними войска усуней и подойти прямо к его городу, то бежать ему некуда, а обороняться у него не хватит сил. Так в один день будет совершен подвиг, о котором мечтали тысячу лет». Янь-шоу также нашёл это правильным и хотел представить императору доклад с просьбой разрешить выполнить задуманное. Тан возразил: «Император будет обсуждать доклад с сановниками, но заурядным людям не понять великого плана, поэтому дело будет непременно погублено».
Несмотря на то, что китайский двор негодовал по поводу поступков Чжичжи и горел местью за убийство посла, бросить войска в такую даль правительство не решалось. Чэнь Тан же, которого «Ханьшу» характеризует как «ловкого и решительного человека», который «думал о больших делах, строил многочисленные замыслы, стремился к удивительным подвигам», решил головой Чжичжи заслужить продвижение по службе. Так как Гань Янь-шоу «выражал сомнения и не соглашался», Чэнь Тан, воспользовавшись длительной болезнью наместника, подделал императорский указ и собрал значительное войско из китайцев и «варваров» (более 40 тысяч человек). Узнав о приготовлениях, Гань Янь-шоу пытался остановить поход, но Чэнь Тан, угрожая мечом, вынудил его подчиниться. Испуганный наместник сам присоединился к армии. Предводители похода направили императору доклад, в котором признавались в подделке указа и излагали военную обстановку.
Чтобы облегчить продвижение, Чэнь Тан прошёл через дружественную территорию усуней, и, только вступив в Чуйскую долину, он столкнулся с кангюйской конницей, совершавшей набег. Кангюйцы разграбили владения усуньского гуньмо и захватили обоз китайской армии. Но Чэнь Тан бросил против них войска из «варваров», которые отбили добычу. Китайцы успеха не развивали, так как победа над кангюйцами была им не нужна. Вместо военных действий Чэнь Тан применил дипломатию: нашёл общий язык с частью кангюйских вельмож и получил от них важную информацию о Чжичжи. К последнему был направлен посол с требованием лично явиться ко двору для представления императору, однако хунны решили сражаться. Китайцы окружили крепость, отбили ночную вылазку осаждённых и несколько атак кангюйцев, сохранявших верность союзу с Чжичжи, и под прикрытием града стрел подожгли частокол, а затем, «прикрываясь щитами, одновременно со всех сторон ворвались за земляную стену». Предводитель хуннов, раненный стрелой в нос, удалился во дворец, где и умер. Китайцы ворвались в подожжённый ими дворец, где отрубили голову Чжичжи и нашли два ханьских верительных знака, выданных послам, а также написанное на шёлке письмо, привезённое убитым Гу Цзи. Было убито 1518 человек, включая жену и старшего сына Чжичжи, а также известных князей; 145 захватили в плен с оружием в руках и ещё 1000 сдались и были переданы китайским союзникам.
Китайцы не стали закрепляться в Кангюе. Чэнь Тану не нужны были территориальные приобретения. Он хотел вернуться в Китай. После получения доклада от полководцев в императорском совете по этому поводу возникли два противоположных мнения. Одни указывали на самовольство Чэнь Тана, называли поход авантюрой и требовали наказания обоих предводителей. Другие утверждали, что это блестящая инициатива, говорили о престиже Китая, о мести за жизнь посла и предлагали наградить и наместника, и Чэнь Тана. Последнее мнение победило. Император издал указ, в котором, отмечая превышение полномочий, достойное смерти, «прощал» полководцев и полностью освобождал их от наказания в связи с важностью для империи достигнутых результатов. Чэнь Тану был пожалован титул хоу (без предоставления земельного надела), право кормления с 300 дворов и 100 цзиней золота, а также пост командира лучников. Наградили и Гань Янь-шоу. В честь победы в империи была объявлена амнистия.

### Первичные источники
- Глава 70. Жизнеописание Чэнь Тана // Ханьшу / Пер. В. С. Таскина. — М.: Наука, 1973.

### Вторичные источники
- Гумилёв Л. Н. Таласская битва 36 г. до н. э. // Исследования по истории культуры народов Востока. Сборник в честь академика И. А. Орбели. — М.—Л., 1960.